# TV Inter
TV Inter är den svenska pingströrelsens produktionsbolag av TV-program. Under 1990-talet var verksamheten lokaliserad i Linköping men har under senare år flyttat till Stockholm. Bland programmen finns Minns du sången som visats i SVT samt en programserie i TV8, Guds hus.

## TV-program i urval
- Johanssons Bageri
- Minns du sången
- Lenas Pepplon
- Polarön (alias; Polarnas ö)